# 485

## Nașteri
- dată necunoscută: Theuderic I  (d. 534)
- dată necunoscută: Berthachar de Thuringia  (d. ?)

## Decese
- 17 aprilie: Proclus, filosof neoplatonist grec (n. 412)